# Čingi-Tura

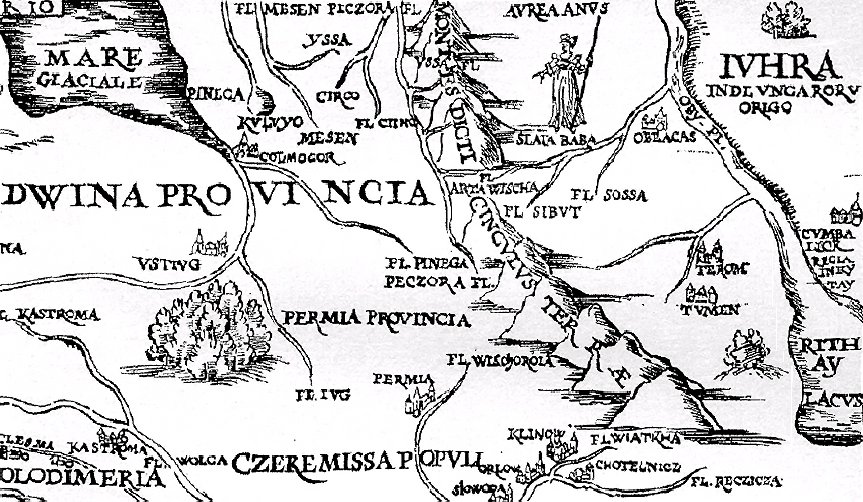
Antica mappa della Siberia occidentale medievale

Čingi-Tura (Siberian Tatar: Цимкетора, Tsimketora) fu una città medievale tatara situata nella regione asiatica della Siberia.
Fu per un lungo periodo capitale del Khanato di Tyumen dove raggiunse una discreta potenza economica e politica nella Siberia occidentale russa. Fu conquistata dai tatari di Sibir nella metà del XIV secolo circa e divenne la capitale del Khanato di Sibir il cui popolo decise di stabilirsi in Siberia.
Fu conquistata e distrutta dal cosacco atamano Ermark. La capitale scelta per sostituire Čingi-Tura fu Qashiliq, anch'essa distrutta due anni dopo.
La moderna città di Tjumen' dispone di alcuni impianti per l'estrazione del petrolio vicino alle rovine di Čingi-Tura.